# Resele tingslag
Resele tingslag var ett tingslag i Västernorrlands län i västra delen av nuvarande Sollefteå kommun. 
Tingslaget bildades 1882 genom att verksamheten fördes hit från delar av Sollefteå tingslag. Verksamhet överfördes 1913 till Ramsele och Resele tingslag och Fjällsjö tingslag.
Tingslaget ingick i Ångermanlands västra domsaga, bildad 1882

## Socknar
Överfördes till Ramsele och Resele tingslag
- Resele
- Ådals-Liden

Överfördes till Fjällsjö tingslag
- Junsele socken